# Acanthagrion amazonicum
Acanthagrion amazonicum, popularmente chamada libélula, lavadeira, lava-bunda, agulhinha e donzelinha, é uma espécie de artrópode odonato da família dos cenagrionídeos (Coenagrionidae) e do gênero Acanthagrion.

## Etimologia
O nome vernáculo libélula deriva do latim científico libellula, diminutivo do latim clássico libēlla, -ae, com o sentido de "prumo", "nível" ou "moeda de prata", por sua vez derivado do diminutivo de libra, -ae, que significa "balança". O nome faz alusão ao voo do inseto, que se mantém equilibrado no ar, pairando. Foi registrado em 1899 sob a forma libéllula.

## Descrição
Espécies pertencentes à família dos cenagrionídeos (Coenagrionidae) possuem dimorfismo sexual, com os machos geralmente a apresentar cores brilhantes, enquanto as fêmeas cores crípticas.

## Distribuição e habitat
Acanthagrion amazonicum é endêmica da América do Sul, ocorrendo na Colômbia, no Peru e no Brasil. No Brasil, em particular, segundo dados do Sistema de Informação sobre a Biodiversidade Brasileira (SiBBr) e do Instituto Chico Mendes de Conservação da Biodiversidade (ICMBio), há ocorrências da espécie nos estados do Amazonas, Amapá, Pará, Rondônia, Goiás e Maranhão, além de localidades indefinidas nos estados de Minas Gerais, Mato Grosso do Sul, São Paulo e Rio de Janeiro. Em termos hidrográficos, é encontrada nas bacias da foz do Amazonas, a sub-bacia do Gurupi, a sub-bacia do Madeira, a sub-bacia do Negro, a sub-bacia do Paranaíba, a sub-bacia do Tapajós, a sub-bacia do Baixo Tocantins e a sub-bacia do Trombetas. Habita poças, riachos e rios em florestas de planícies e montanhas, nos biomas da Amazônia, Cerrado e Mata Atlântica.

## Ecologia
Os adultos de Acanthagrion amazonicum estão associados às macrófitas, cujas folhas e galhos servem de substrato de pouso. As fêmeas são ovíparas endófitas (dentro dos tecidos vegetais) de plantas flutuantes ou massas de algas, isoladas ou em grupo. Durante a oviposição, as fêmeas permanecem completa ou parcialmente submersas.

## Conservação
Acanthagrion amazonicum foi classificado como pouco preocupante (LC) pela União Internacional para a Conservação da Natureza (UICN) em decorrência do amplo habitat onde é encontrado. No entanto, sabe-se que sua população está fortemente fragmentada e há um acentuado declínio dos indivíduos maduros. Possíveis ameaças à sobrevivência da espécie incluem desflorestamento e a expansão urbana. Mesmo assim, a espécie não sofre impactos severos decorrentes da degradação, pois restam grandes áreas naturais à disposição. Além disso, em sua área de distribuição, está presente em pelo menos duas áreas de conservação: a Área de Proteção Ambiental de Tarumã-Ponta Negra (APA Tarumã-Ponta Negra) e a Reserva Particular do Patrimônio Natural de Seringal Assunção (RPPN Seringal Assunção). Em 2018, foi classificada como pouco preocupante no Livro Vermelho da Fauna Brasileira Ameaçada de Extinção do Instituto Chico Mendes de Conservação da Biodiversidade (ICMBio).